# 玉川町 (金沢市)
玉川町 （たまがわちょう）は、石川県金沢市の町名。丁目を持たない単独町名であり、全域で住居表示実施済み。

## 地理
- 南町の中間に位置している。

## 歴史
- 玉川町の歴史は江戸時代中期に遡る。

## 世帯数と人口
2022年（令和4年）8月1日現在の世帯数と人口は以下のとおりである。
| 町丁   | 世帯数  | 人口  |
| ------ | ------- | ----- |
| 玉川町 | 437世帯 | 853人 |

## 小・中学校の学区
市立小・中学校に通う場合、学区は以下の通りとなる。
| 番・番地等 | 小学校             | 中学校             |
| ---------- | ------------------ | ------------------ |
| 全域       | 金沢市立中央小学校 | 金沢市立長町中学校 |

## 交通

### 鉄道
町内に鉄道駅はない。

### バス
- 金沢ふらっとバス長町ルート　玉川図書館、玉川町バス停

### 道路
- 石川県道13号金沢停車場線

## 施設
- 金沢市立玉川図書館
- 金沢市立玉川こども図書館
- 金沢市芳斎公民館
- 金沢市立芳斎児童館
- 中央消防署玉川出張所
- 三谷産業本社
- 玉川公園（wikidata）